# Stenhomalus rajaampatensis
Stenhomalus rajaampatensis är en skalbaggsart som beskrevs av Tatsuya Niisato och Christian Ehrenfried Weigel 2005. Stenhomalus rajaampatensis ingår i släktet Stenhomalus och familjen långhorningar. Inga underarter finns listade i Catalogue of Life.